# Ritigala
Ritigala är ett berg i Sri Lanka.   Det ligger i provinsen Norra Centralprovinsen, i den centrala delen av landet, 160 km nordost om huvudstaden Colombo. Toppen på Ritigala är 749 meter över havet, eller 589 meter över den omgivande terrängen. Bredden vid basen är 13,4 km.
Terrängen runt Ritigala är platt söderut, men norrut är den kuperad. Ritigala är den högsta punkten i trakten. Runt Ritigala är det ganska tätbefolkat, med 90 invånare per kvadratkilometer. Omgivningarna runt Ritigala är en mosaik av jordbruksmark och naturlig växtlighet.